# 162. jaktflygdivisionen
162. jaktflygdivisionen även känd som Petter Blå var en jaktflygdivision inom svenska flygvapnet som verkade i olika former åren 1944–2003. Divisionen var baserad på Ärna flygplats nordväst om Uppsala.

## Historik
Petter Blå var 2. divisionen vid Upplands flygflottilj (F 16), eller 162. jaktflygdivisionen inom Flygvapnet, och bildades i Uppsala officiellt den 1 maj 1944. Dess första chef var löjtnant Ola Neppelberg. Divisionens trotjänare var J 35 Draken, vilken var operativ vid divisionen åren 1963–1986. I februari 1986 landade major Jan-Olov Persson flottiljens första Jaktviggen på Ärna, där flygplanet "Petter 59" eskorterades av två J 35 Draken. År 1987 blev 162. jaktflygdivisionen flottiljens andra division att bli operativ med JA 37-systemet.
Den 1 september 2000 tillkom personal och flygplan från 163. jaktflygdivisionen (Petter Gul), vilken upplöstes. Där med blev 162. jaktflygdivisionen den enda aktiva flygdivisionen vid flottiljen. Under samma period påbörjade Blekinge flygflottilj (F 17) sin omskolning samt anpassning till JAS 39-systemet. Något som medförde att ett antal JA 37D blev övertaliga vid F 17, vilka kom att överföras till 162. jaktflygdivisionen.
Den 3 juli 2003 genomfördes det sista flygpasset vid 162. jaktflygdivisionen (Petter Blå). Divisionen genomförde en formationsflygning med tolv flygplan över Enköping, Västerås, Stockholm, Arlanda och Uppsala. Formationsflygningen leddes av divisionens sista chef, Major Stefan Wilson.
Även om divisionen formellt hade upphört, genomfördes den sista flygning den 16 oktober 2003. Då flygchefen och överstelöjtnant Jan-Olov Persson flög flottiljens och Petter Blås sista jaktflygplan, "Petter 03", till Halmstad för skrotning. Symboliskt blev Jan-Olov Persson den som levererade flottiljens första samt sista Viggen.

## Materiel vid förbandet
| Jaktflyg - 1944–1945: J 22 - 1945–1952: J 26 Mustang - 1952–1962: J 29A Tunnan | - 1963–1986: J 35A/B/F Draken - 1986–2003: JA 37 Viggen |

## Förbandschefer
Divisionschefer vid 162. jaktflygdivisionen (Petter Blå) åren 1944–2003.

- 1944–194?: Ola Neppelberg
- 194?–2000: ?
- 2000–2001: Fredrik Bergman
- 2001–2003: Stefan Wilson

## Anropssignal, beteckning och förläggningsort
| Petter Blå | 1944-05-01 | – | 2003-07-03 |

| 162. jaktflygdivisionen | 1944-05-01 | – | 2003-07-03 |

| Ärna flygplats (F) | 1944-05-01 | – | 2003-07-03 |

## Galleri

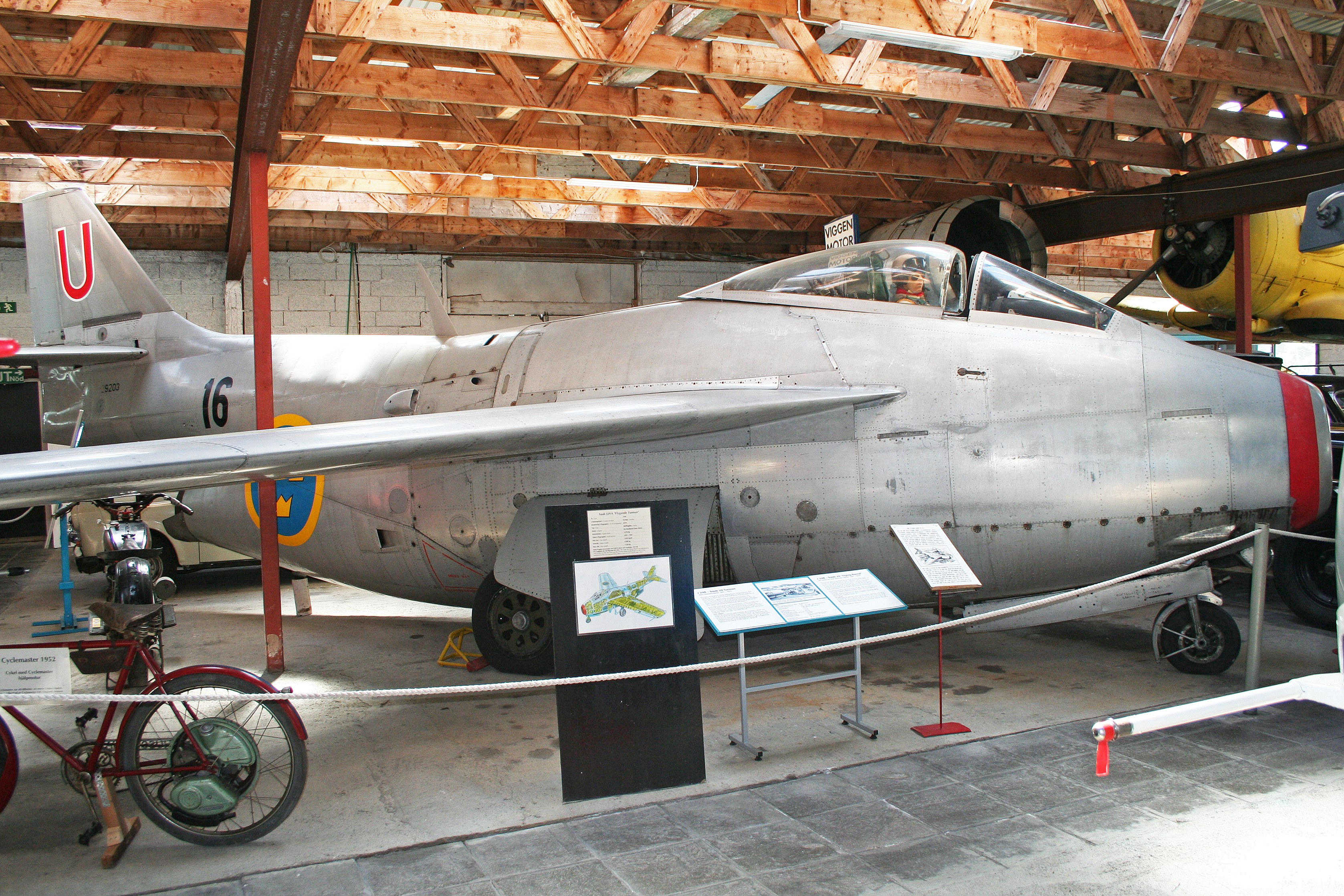
J 29A Tunnan.
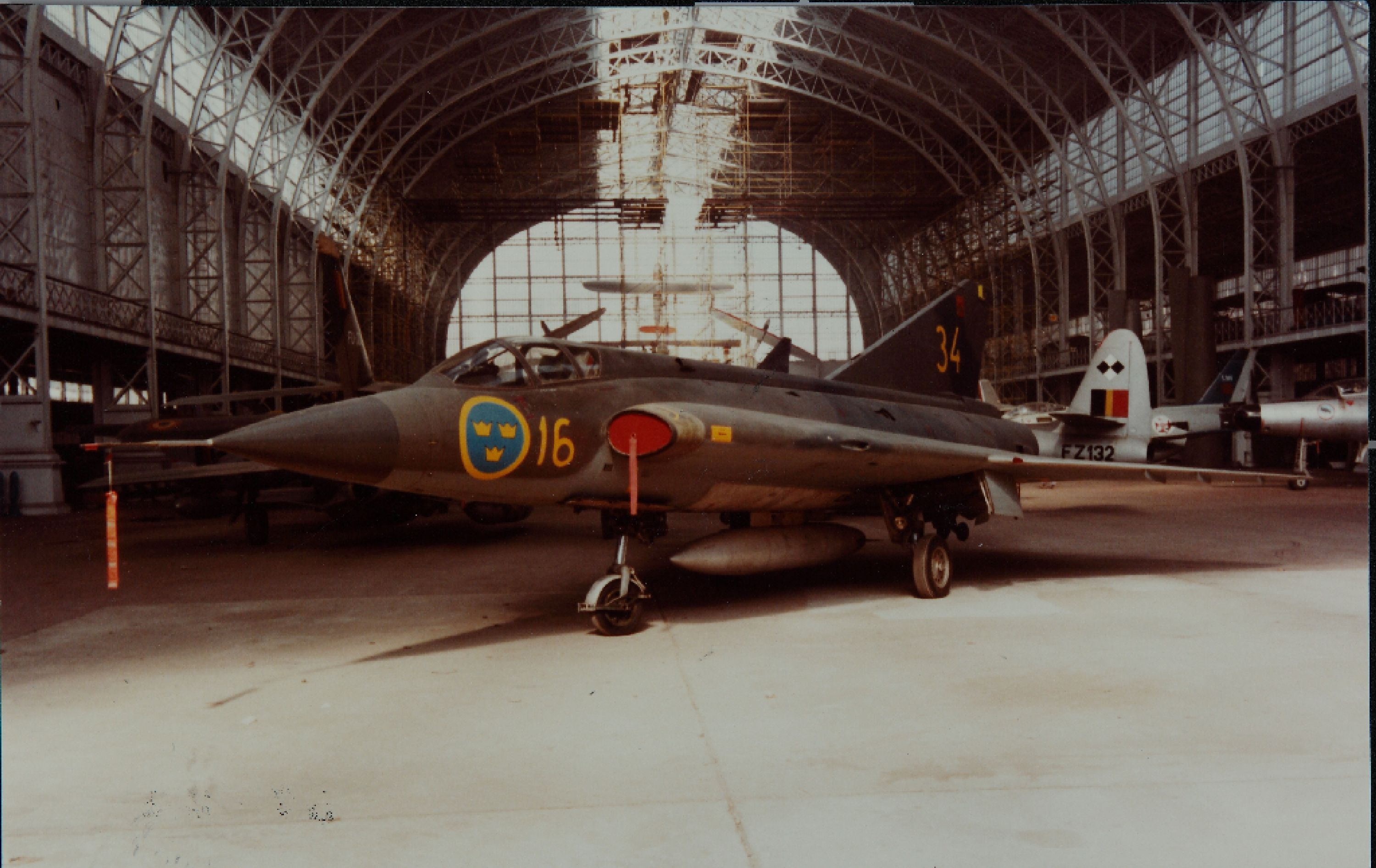
J 35A Draken.
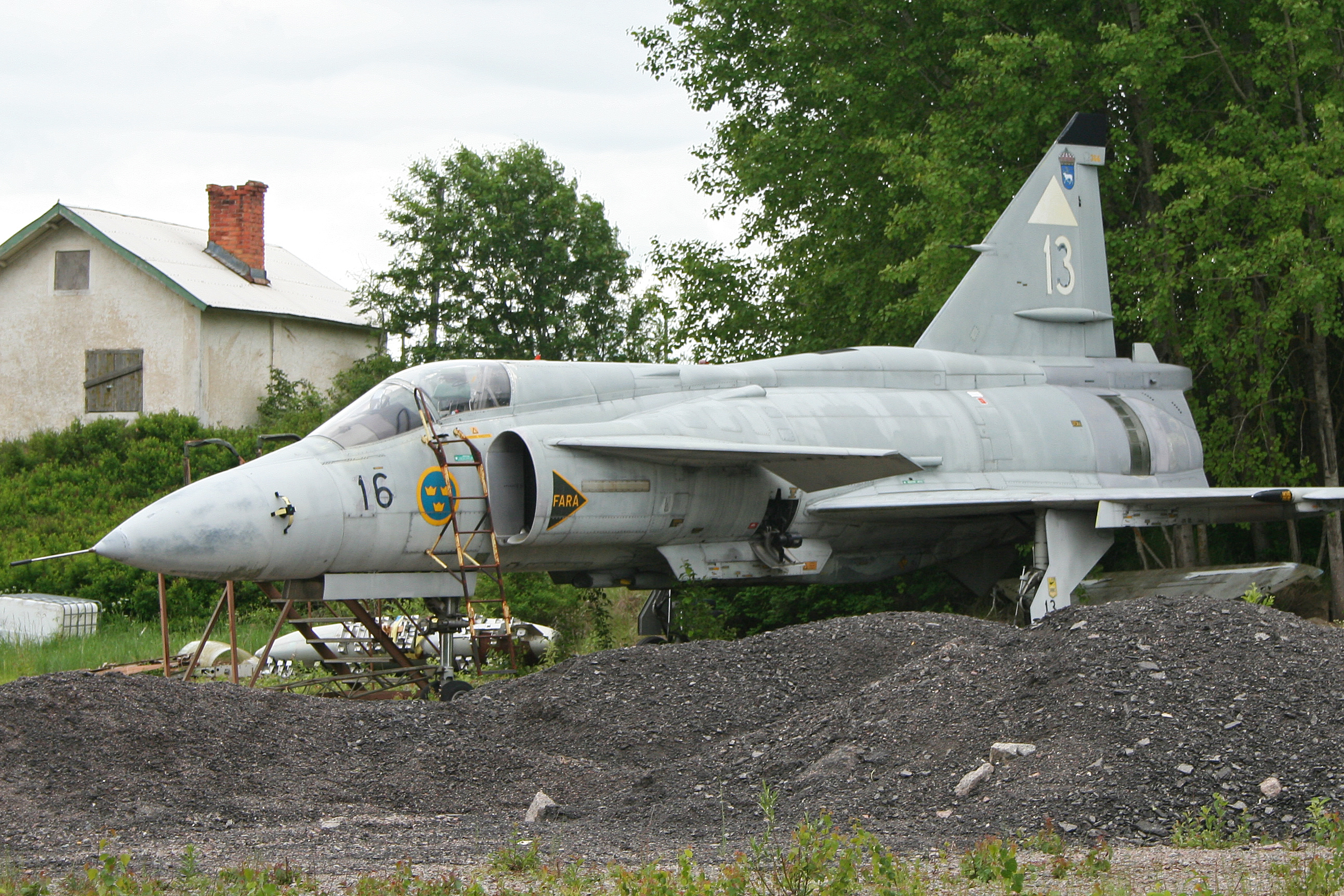
JA 37C Viggen
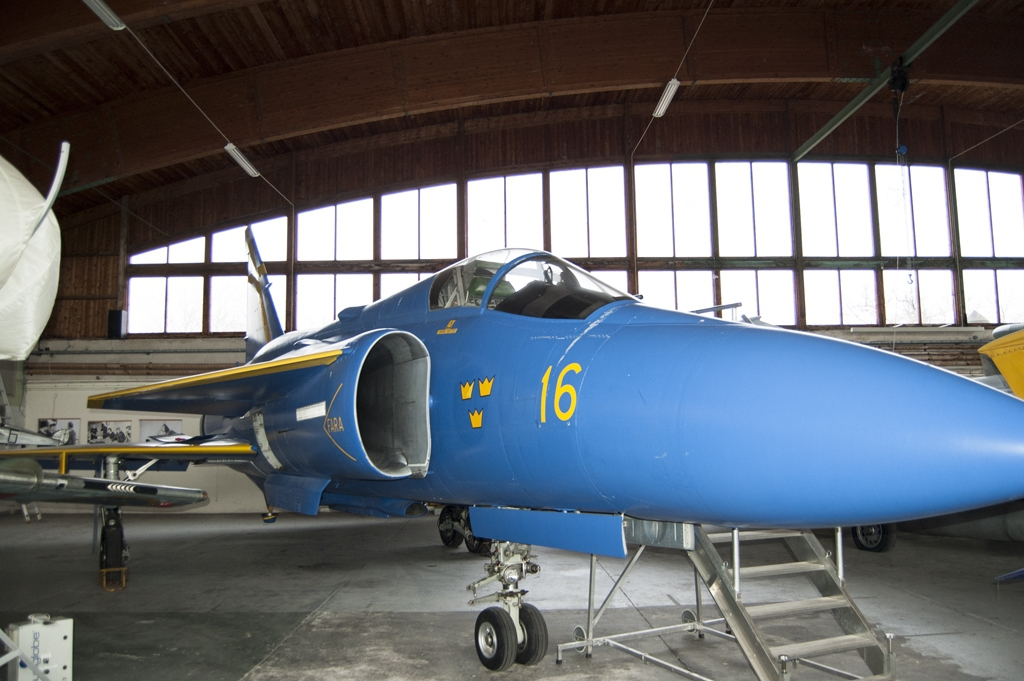
JA 37D Viggen.